# Jugoslaviska kvinnoförbundet
Jugoslaviska kvinnoförbundet (Jugoslavenski ženski savez) var en organisation för kvinnors rättigheter i Jugoslavien grundad 1919 och upplöst 1961. Den kallades i början Nationella kvinnoförbundet i Serbernas, kroaternas och slovenernas kungarike/Serbers, kroaters och sloveners nationella kvinnoförbund (Narodni ženski savez u Kraljevini Srba, Hrvata i Slovenaca/Narodni ženski savez Srba, Hrvata i Slovenaca) men bytte 1929 namn till Jugoslavenski ženski savez. 

## Historik
Föreningen grundades för att verka som paraplyorganisation för kvinnoorganisationerna i de länder som 1918 förenades i Jugoslavien. Den utgick från serbiska Nationella kvinnoalliansen och tog med sig de organisationer som hade ingått i denna såsom Furstinnan Ljubicas sällskap (Društvo kneginja Ljubica). 
Den förenade 250 lokala kvinnoorganisationer och 50 000 kvinnor. Den organiserade ett omfattande arbete för kvinnlig rösträtt och andra jämlikhetsreformer. 
Kvinnlig rösträtt hade utlovats inför grundandet av Jugoslavien och när löftet inte uppfylldes organiserades kampanjer för syftet. När det visade sig lönlöst fokuserade kvinnorörelsen istället på kvinnors ekonomiska rättigheter och förmynderskap över barn. 
Mer radikala feminister ansåg denna förening ineffektiv och bildade 1923 Feministiska alliansen i Serbernas, kroaternas och slovenernas kungarike (Feministička alijansa u Kraljevini Srba, Hrvata i Slovenaca). Konservativa kvinnogrupper lämnade organisationen 1926 och bildade Nationella kvinnounionen (Narodna ženska zajednica). 
Vid kommunistövertagandet infördes komplett jämlikhet mellan könen i 1946 års konstitution vilket gjorde att föreningens verksamhet i princip upphörde. Den avskaffades dock inte formellt förrän 1961. Kvinnorörelsen i Jugoslavien fokuserades sedan i den kommunistiska organisationen Jugoslaviens antifascistiska kvinnofront (Antifašistička fronta žena Jugoslavije). 